# دارآباد (گالیکش)
دارآباد، روستایی است از توابع بخش گالیکش شهرستان مینودشت در استان گلستان که از دوطایفه بلوچ وسیستاتی تشکیل شده است ،شغل اکثر این دو قوم کشاورزی و دامپروری است،از اولین کسانی که در این منطقه ساکن شدند مهاجران سیستانی وچند خانواده کرد کرمانج بودن که بعد از گذشت سالها عده ای از آن ها به روستا های اطراف و شهرهای  هم جوار کوچ کردند،بلوچ های این روستا در روستای بالا دستی یعنی مانجلو ساکن بودند که بعد از انقلاب جمهوری اسلامی ایران به روستای دارباد آمده و در این روستا ساکن شدن،در حال حاضرتقریبا ۹۰ درصد این روستا بلوچ هستند،از جمله جاذبه های گردشگری می‌توان آب بندان وابشار زیبای دارآباد رو مثال بزنیم که اگر مدیریت بشه میتونه نظرگردشگران و توریستان زیادی رو به خودش جلب کنه...با تشکرامیدوارم مفید واقع بشه...

## جمعیت
این روستا در دهستان قراولان قرار داشته و بر اساس سرشماری سال ۱۳۸۵ جمعیت آن ۸۶۰ نفر (۱۸۶ خانوار)
بوده است.